# 橋本一子
橋本 一子（はしもと いちこ、1952年7月1日 - ）は、兵庫県神戸市出身のピアニスト。藤本敦夫は夫。

## 来歴・人物
幼少時に神戸を離れ、熊本を経て東京へ。東京都立上野高等学校卒業後、武蔵野音楽大学へ進み、在学中から音楽活動を始める。1980年には矢野顕子の産休中、YMO初の国内ツアー、「TECHNOPOLIS 2000-20」をサポート。その後、藤本敦夫とのユニット「カラード・ミュージック (Colored Music)」での活動を経て、ソロ・アルバムをリリースする一方、谷山浩子のアルバム・プロデュースや渡辺香津美MOBOバンドへの参加をはじめ、多数のアーティストと競演、映画、CMの音楽担当のほか、映画出演や小説執筆など活動範囲は多岐にわたる。
ピアノ以外での演奏上の特色に、外国語風のボイス・パフォーマンスがある。発声の形態は囁き、呟きの類からスキャット、シャウトに至るまで様々だが、意味を持たない音声があたかもヨーロッパ系言語の一節に聞こえ（有意な外国語詞と交錯することもしばしば）、楽曲に神秘的ないしエキセントリックな印象を持たせる効果がある。橋本自身も「歌（ボーカル）」としてよりも「声による楽器（ボイス・インストゥルメント）」に近い位置づけで捉えている。これは橋本の演奏スタイルを彩るにとどまらず、後述の声優での起用の契機にもなる。
1990年代以降、日本語詞のポップスやボサノヴァ曲に独自の日本語詞をつけて歌ったり、打込系の音楽にも一時期傾倒するなど、ジャズピアニストとして認知され、ジャズの手法を使いながらもジャズとはある程度距離を置いた印象のアルバムのリリースが続く。しかし、ライブでは独自の選曲、解釈でのスタンダード曲の演奏は続けられ、『Miles Away』（1999年）、続く『Miles Blend』（2001年）のピアノ・トリオのアルバムで、ジャズへの回帰志向が鮮明になる。その一方で、フジテレビ系アニメーション『ラーゼフォン』（2002年1月-9月放映）のサウンドトラックを担当。エンディング・テーマ「夢の卵」を実妹の橋本まゆみ（現：橋本眞由己）と共に歌っている）に「歌や音楽と同じ『声』にも興味があるから、面白そう」と快諾する形で神名麻弥役で声優としても出演、翌2003年の映画化作『ラーゼフォン 多元変奏曲』でも音楽・声優の双方をこなした。劇伴作曲家が声優としてメインキャストを演じるのは他に山本正之の例がある程度で、女性初であった。
CMでは、チワワのくぅ〜ちゃんが人気を博した消費者金融アイフルのピアノ・ソロ曲（最初期の「ペット編」「ペアルック編」ほか一編）が話題となった。以前は日産自動車のU13型ブルーバード（発売初期）のCMソング「はるかな想い」も担当していた。
2005年には名古屋での愛・地球博会場で上演された手塚眞プロデュースのダンス・オペラ『UZME』の音楽を監督。
2006年3月には『ラーゼフォン』以来の新作『Ub-X（ユビークス）』をリリース。カネボウのCM曲（アルバム所収の「凛」の原曲）を『Miles Away』、『Miles Blend』で競演の井野信義 (b)、藤本敦夫 (ds) と再び組んで演奏した事から発展させ、3者対等のポリグルーヴを基調に新しいサウンドを世に問う。5月下旬にかけて海外での活動も視野に入れてのドイツへの小ツアー（ケルン、デュッセルドルフ、ベルリンの3都市）が行われた。同年11、12月の関東以西各地での国内ライブの後、Ub-Xとして2枚目のアルバム『Vega』を制作、翌4月にリリースした。
2007年7月にはゲスト出演を契機にFM放送のラジオパーソナリティを経験し、9月には菊地成孔とも競演（Ub-X meets 菊地成孔）の他、以降も東京近辺を中心にUb-Xおよび単独でのライブ活動を継続中。再評価の機運も高まり旧譜の再発も進む。
2016年、日本のポピュラー音楽界初のコモンレーベル"S&Lミュージック"に『najanaja』として登録参加。
2021年7月21日、12年ぶりのソロ・アルバム『view』を発表する。

## 作品（リーダーアルバム）
*は2007年6月にリマスター盤でユニバーサルミュージックから再発された。
**は2008年3月に初CD化、リマスター盤でウルトラ・ヴァイヴ（ソニックレコード）から再発された。
1. Colored Music（1981年、日本コロムビア）**
2. Ichiko（1984年、ビクター音楽産業）
3. Beauty（1985年、ポリドール）*
4. VIVANT（1986年、ポリドール）*
5. MOOD MUSIC（1987年、ポリドール）*
6. High Exentrique（1988年、ポリドール）*
7. High Exentrique Piano Music（1988年、ポリドール）*
8. D.M.（1989年、ポリドール）*
9. Je m'aime（1990年、ポリドール）*
10. ロマンティックな雨（1992年、MMG）
11. Under Water 〜水の中のボッサ・ノーヴァ（1994年、アイオロス→1998年、徳間ジャパン）
12. 水の中の森（1997年、徳間ジャパン）
13. najanaja（1998年、徳間ジャパン）
14. 映画『白痴』 オリジナル・サウンドトラック（1999年、ビクター）
15. Miles Away 〜トリビュート・トゥ・マイルス（1999年、徳間ジャパン）
16. Phantasmagoria 〜幻覚者たち〜（2000年、徳間ジャパン）
17. Miles Blend（2001年、徳間ジャパン）
18. Turned Perspective 1994-2001（2002年、徳間ジャパン：『Under Water』以降のベスト盤）
19. 『ラーゼフォン』 オリジナル・サウンドトラック 1-3（2002年、ビクター）
20. 映画『ラーゼフォン 多元変奏曲』 オリジナル・サウンドトラック（2003年、ビクター）
21. Ub-X（2006年、イーストワークス）
22. ラーゼフォン CD-BOX（2007年、ビクター：TV版・映画版の4枚のサウンドトラックCDをBOX化して再発）
23. Vega（2007年、イーストワークス）
24. Arc'd-X（2009年、najanaja|ウルトラ・ヴァイヴ）
25. コードギアス 亡国のアキト O.S.T.（2013年）
26. コードギアス 亡国のアキト O.S.T.2（2015年）
27. duo（2016年、ジャンプワールド）
28. view（2021年、najanaja）

## 作品（シングルCD/マキシシングル）
1. Hold On I'm Comin'（1988年、ポリドール：『High Exentrique』からのシングルカット）
2. はるかな想い（1992年、MMG：日産自動車「ブルーバード」CM曲、『ロマンティックな雨』からのシングルカット）
3. そっと…（1993年、MMG：東京電力CM曲）
4. Heartful Dream（2003年、徳間ジャパン：アイフルCM曲、マキシシングル）

## 実質的なリーダーアルバム
- フレバリー･ミュージック（1987年、自主製作：『フレバリーガールはお茶の時間に旅をする』のサウンドトラック盤カセットテープ）
- LOOM（1991年、メルダック：同名のPC Engine他用ゲームのイメージアルバム）
- ラーゼフォン サウンドドラマ（2002年、ビクター、TV版サウンドトラックの使用のみ、声優での出演はない）

## 映画（音楽）
- 高原に列車が走った（1984年、Colored Musicでの参加）監督：佐伯孚治
- 悪右衛門（1993年）監督：手塚眞 ※手塚の初アニメーション監督作
- NUMANITE（1995年）、NARAKUE（1997年）、2006（2006年）等、手塚眞の短編諸作品
- 白痴（1999年）監督：手塚眞
- 実験映画（1999年）監督：手塚眞
- CLOVER（1999年）原作：CLAMP、監督：高坂希太郎
- ラーゼフォン 多元変奏曲（2003年）監督：京田知己、総監督：出渕裕
- コードギアス 亡国のアキト（2012年～）監督：赤根和樹
- ばるぼら（2020年）監督：手塚眞

## 出演

### 映画
- MNEMOSYNE（1991年）
- アンモナイトのささやきを聞いた（1992年）

### テレビアニメ
- ラーゼフォン（2002年）神名麻弥役
- LUPIN the Third -峰不二子という女-（2012年）アイシャの母親役[4]

### 劇場アニメ
- ラーゼフォン 多元変奏曲（2003年）神名麻弥役

### ゲーム
- ラーゼフォン 蒼穹幻想曲（2003年）神名麻弥役

## CM関連

### 放映中のCM
（2010年1月現在）
- アステラス製薬 メッセージビデオ
  - 「明日へのバトン」篇：作編曲、ピアノ
- コーセーコスメポート ライスフル20
  - 作詞（歌：手嶌葵）

### 過去の主な放映作品
- 丸井 赤いカード（1990年）「Je m'aime」
- 資生堂 エリクシール（1992年、未発売、1991年版はナレーションのみ担当）
- 日産自動車 ブルーバード（1992年）「はるかな想い」
- 東京電力 バジャー家シリーズ（1993年）「そっと…」
- 花王 ソフィーナUVケア（1997年）「ル・ヴァン」
- 住友林業（1999年）「空」
- アイフル（2003年）「Heartful Dream」「いつも心は」
- カネボウ化粧品 フェアクレア（2005年）「凛」

## 著書
- 橋本一子 作、ハルノ宵子 絵『フレバリーガールはお茶の時間に旅をする』（単行本: 172ページ）くもん出版〈シルキーファンタジアシリーズ〉、1987年10月。ISBN 9784875763697。
- 橋本一子 著『森の中のカフェテラス』（単行本: 241ページ）幻冬舎、1994年11月。ISBN 9784877280321。